# Joseph Paty
Joseph Paty, né le 6 janvier 1896 à Liège en Belgique, est un footballeur belge évoluant durant l'entre-deux-guerres.
Il est le gardien de but du Standard de Liège avec qui il dispute 251 rencontres entre 1919 et 1930.
Il est présélectionné aux Jeux olympiques d'été de 1924 avec l'équipe de Belgique mais il ne joue aucun match avec les Diables Rouges.

## Palmarès
- Présélectionné aux Jeux Olympiques en 1924 (ne joue pas)
- Vice-Champion de Belgique en 1926 et 1928 avec le Standard de Liège